# El gato y el canario

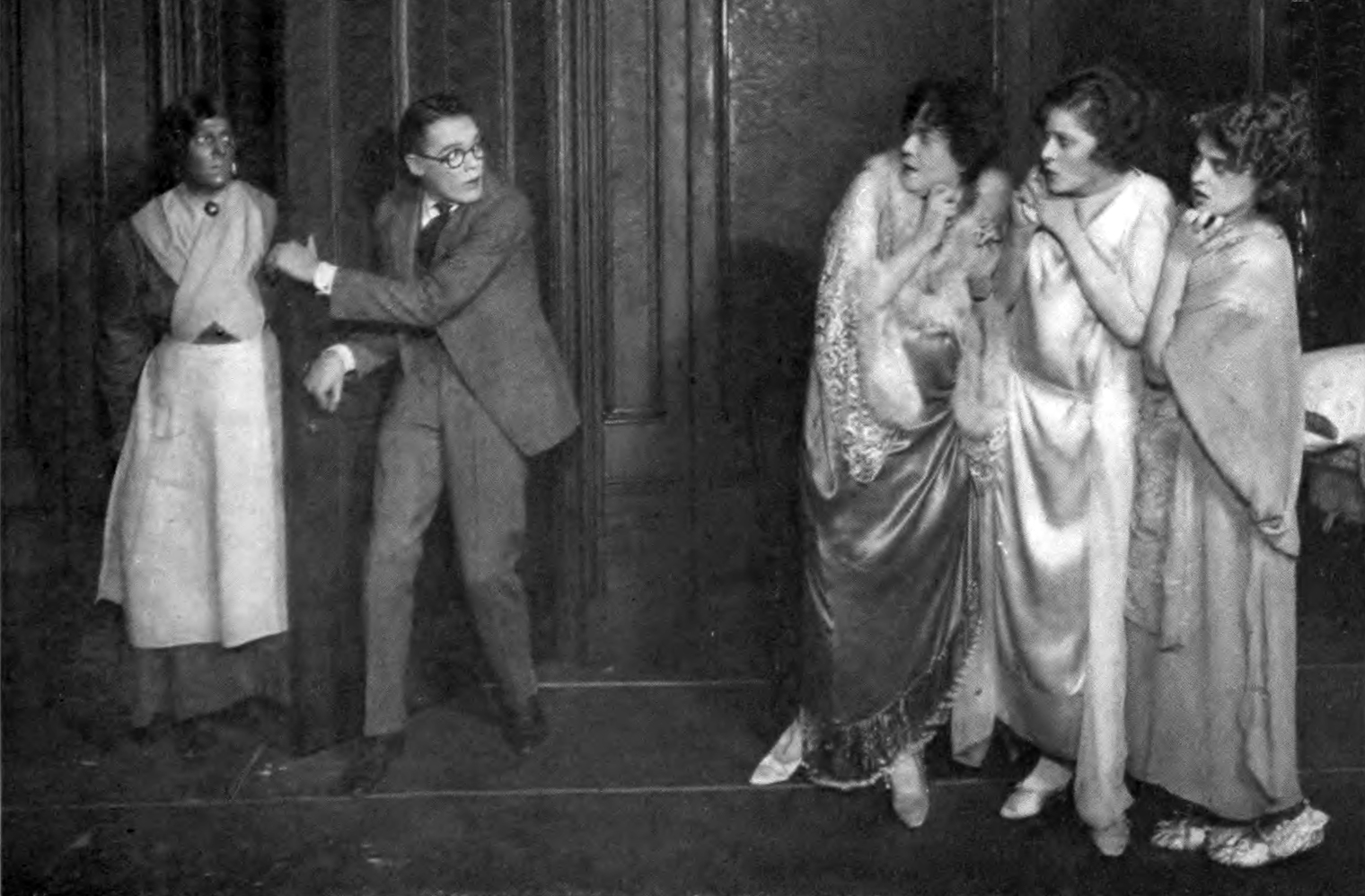
Fotografía promocional de la obra de teatro de 1922, "El gato y el canario". De izquierda a derecha: Blanche Friderici, Henry Hull, Beth Franklyn, Jane Warrington y Florence Eldridge. El pie de foto dice lo siguiente: Las puertas se abren por acción invisible, los dedos con forma de garra se aferran a la garganta de la heroína en la oscuridad y muchas otras cosas espeluznantes suceden en "El gato y el canario" en el National, una de las obras más espeluznantes que se han visto en Nueva York en años.

El gato y el canario (The Cat and the Canary en su título original) es una obra de teatro del dramaturgo estadounidense John Willard estrenada en 1922.

## Argumento
La obra trata sobre la muerte y herencia del anciano Cyrus Wes, un excéntrico millonario que sentía que sus familiares acechaban su fallecimiento como si fueran gatos y él un desvalido canario. Deja indicado que su testamento no sea leído hasta 20 años después de su muerte. Transcurrido ese tiempo, sus familiares se reúnen en la que fue su casa, convertida en una desvencijada y espeluznante mansión. Según el testamento, el único heredero universal será su pariente más lejano que siga portando el apellido West, con la única condición de que esté declarado legalmente sano. Durante la noche, la cordura de Annabelle West, llamada a ser la heredera es puesta en cuestión.

## Representaciones destacadas
- National Theatre, Broadway, Nueva York, 7 de febrero de 1922. Estreno.[1]
  - Dirección: Ira Hards
  - Intérpretes: Florence Eldridge, Edmund Elton, Beth Franklin, Blanche Friderici, Henry Hull.

- Teatro Alcázar, Madrid, 1929.[2]
  - Intérpretes: María Banquer, José Luis Salado, F. Pérez de la Vega, María Arévalo.

- Majestic Theatre, Broadway, Nueva York, 1937.
  - Dirección: B. Franklin Kamsler
  - Intérpretes: Helen Claire, Eric Kalkhurst, Hermann Lieb, Jeanne Temple.

- Teatro Romea, Barcelona, 1945.
  - Versión: F. Pérez de la Vega, José Luis Salado. I
  - ntérpretes: José Luis Caballero, Lina Santamaría, María Lozano, Olga Peiró, Pedro Cabré

- Teatro Recoletos, Madrid, 1960.[3]
  - Dirección: Gustavo Pérez Puig.
  - Escenografía: Emilio Burgos.
  - Intérpretes: Félix Navarro, Alicia Hermida, Fernando Delgado, Gracita Morales, Carmen Luján, Lola Cardona, Manuel Torremocha.

## Versiones
Existen cuatro versiones cinematográficas estrenadas, respectivamente, en 1927 (bajo el título en castellano de El legado tenebroso), 1930, 1934 y 1979.
Existe una versión sueca para televisión, de 1961, titulada Katten och kanariefågeln.
En España se rodó una versión para televisión, emitida el 10 de agosto de 1970 en el espacio Teatro de misterio, de la cadena TVE, e interpretada por Elisa Ramírez, Agustín González, José Orjas, Laly Soldevila, Tota Alba y Luis Morris.